# Kateryna Waszczuk
Kateryna Tymofijiwna Waszczuk, ukr. Катерина Тимофіївна Ващук (ur. 20 stycznia 1947 w miejscowości Werbeń) – ukraińska polityk, posłanka do Rady Najwyższej II, III, IV, VI i VII kadencji, w latach 1997–1999 przewodnicząca Agrarnej Partii Ukrainy.

## Życiorys
W 1974 ukończyła studia nauczycielskie z zakresu historii w Łuckim Instytucie Pedagogicznym, a w 2001 ekonomię na Lwowskim Państwowym Uniwersytecie Rolniczym. W 2001 otrzymała godność członka wydziału zootechniki Narodowej Akademii Nauk Rolniczych Ukrainy.
Pracowała jako drugi sekretarz Komsomołu w rejonie horochowskim, następnie w lokalnym oddziale towarzystwa Znannia. Od 1975 do 1977 kierowała wydziałem oświaty w rejonowej strukturze Komunistycznej Partii Ukrainy, następnie była zastępcą kierownika kołchozu im Lenina. W 1979 objęła kierownictwo kołchozu im. XXV Zjazdu KPRS, który w 1990 po przemianach politycznych przekształciła w przedsiębiorstwo Kołos, kierując nim do 1994.
Od 1996 związana politycznie z Agrarną Partią Ukrainy (później przekształconą w Partię Ludową), stworzoną głównie przez środowiska byłych dyrektorów sprywatyzowanych kołchozów. W latach 1997–1999 stała na czele tego ugrupowania, później została wiceprzewodniczącą APU i następnie Partii Ludowej.
Przez pięć kadencji sprawowała mandat poselski (1994–2006, 2007–2014), wybierana w okręgach jednomandatowych (1994, 1998), z list koalicyjnych (Za Jedyną Ukrainę w 2002, Blok Łytwyna w 2007) i z ramienia Partii Regionów (2012).

## Odznaczenia
- Order „Za zasługi” I klasy (2002), II klasy (2000), III klasy (1996)[1]